# Oktober 1990
Portal Geschichte | Portal Biografien | Aktuelle Ereignisse | Jahreskalender | Tagesartikel

◄ |
19. Jahrhundert |
20. Jahrhundert
| 21. Jahrhundert

◄ |
1960er |
1970er |
1980er |
1990er
| 2000er | 2010er | 2020er | ►

◄ |
1986 |
1987 |
1988 |
1989 |
1990
| 1991 | 1992 | 1993 | 1994 | ►

◄ |
Juli 1990 |
August 1990 |
September 1990 |
Oktober 1990 |
November 1990 |
Dezember 1990 |
Januar 1991 |
►
Dieser Artikel behandelt tagesbezogene Nachrichten und Ereignisse im Oktober 1990.

## Tagesgeschehen

### Montag, 1. Oktober 1990
- Hamburg/Deutschland: Der Parteitag der Christlich-Demokratischen Union Deutschlands (CDU) beginnt. Am ersten Tag werden die CDU der Bundesrepublik und die CDU in der DDR zu einer gemeinsamen Partei zusammengeführt.[1]
- Luxemburg/Luxemburg: Der auf den niederländischen Markt ausgerichtete Fernsehsender RTL 4 startet die Ausstrahlung der Seifenoper Goede tijden, slechte tijden. Die Drehbücher stammen von der 1981 eingestellten australischen Seifenoper The Restless Years und wurden nur minimal abgeändert.[2]
- New York/Vereinigte Staaten: US-Präsident George Bush fordert in der Generalversammlung der Vereinten Nationen, den Irak für die seit August geschehenen Zerstörungen in Kuwait zur Verantwortung zu ziehen. Außerdem werde sein Land die Annexion Kuwaits durch den Irak nicht auf Dauer hinnehmen.[3]
- Musanze/Ruanda, Ntungamo/Uganda: 7.000 Rebellen der Ruandischen Patriotischen Front (FPR) dringen von Uganda aus in Ruanda ein und greifen Angehörige der Bevölkerungsgruppe Hutu an, welche die führende Rolle in der ruandischen Gesellschaftsstruktur innehat.[4]

### Dienstag, 2. Oktober 1990

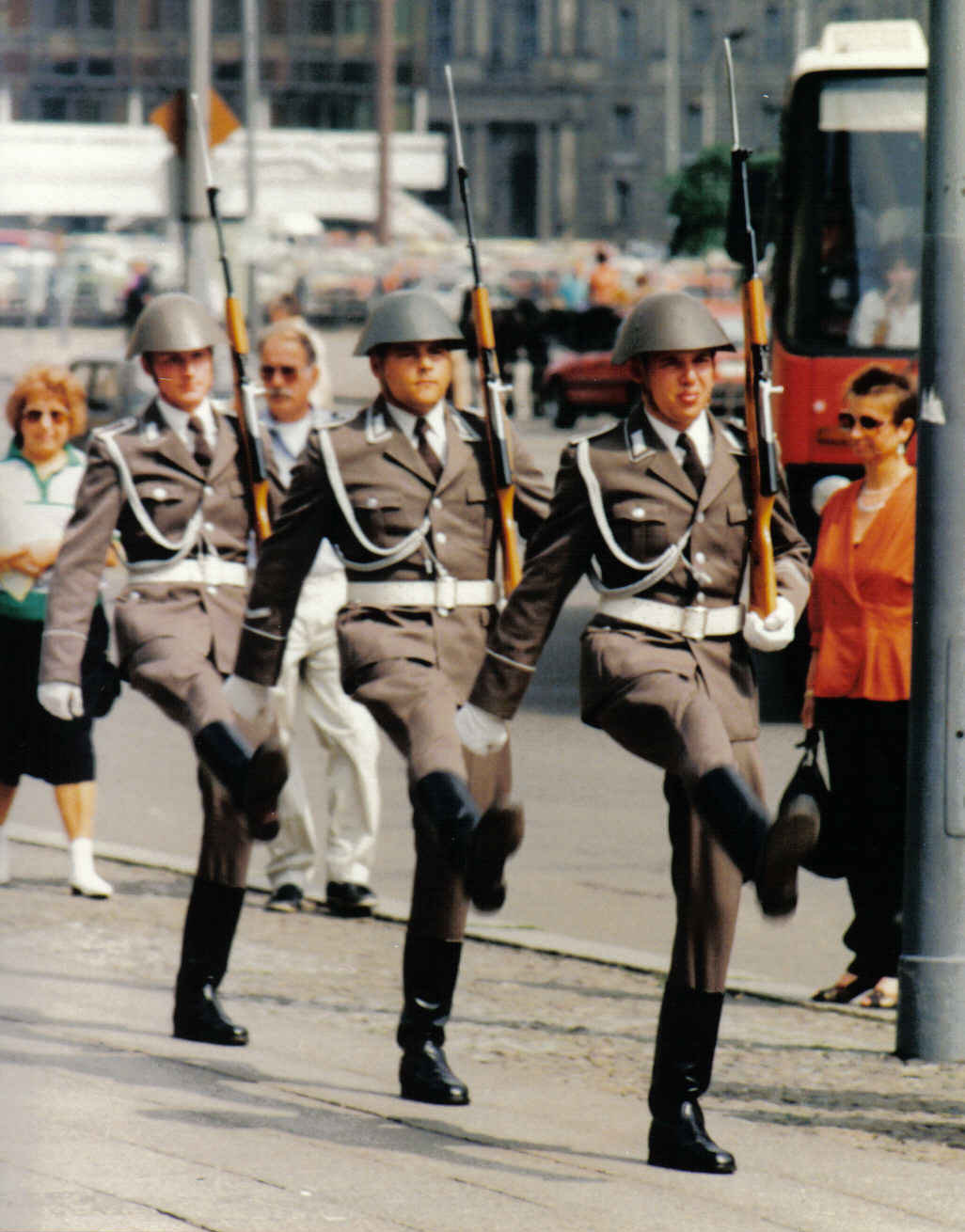
Ehrenwache der Nationalen Volksarmee

- Ost-Berlin: Die Abgeordneten der 1949 eingerichteten Volkskammer, des Parlaments der DDR, tagen zum letzten Mal. Die Präsidentin des Hauses Sabine Bergmann-Pohl (CDU) resümiert: „Wir haben unseren Auftrag erfüllt.“[5]
- Berlin/Deutschland: Die Nationale Volksarmee (NVA) wird aufgelöst. Die Bundeswehr wird mit Beginn des morgigen Tags ihr IV. Korps erhalten, in dem 88.797 ehemalige NVA-Angehörige dienen werden, allerdings weder Admirale noch Generäle der NVA, was den ehemaligen Raumfahrer Sigmund Jähn, den berühmtesten Soldaten der DDR, einschließt. Als weiterhin unauffindbar gelten 30.000 der 1,3 Millionen Minen, welche die SED an der innerdeutschen Grenze vergraben ließ.[6][7]
- Tokio/Japan: Der Aktienindex Nikkei 225 verbucht mit 13,24 % den größten Tagesgewinn seit seiner Einführung vor 40 Jahren.[8]

### Mittwoch, 3. Oktober 1990

Beitritt der DDR zum „Geltungsbereich des Grundgesetzes“

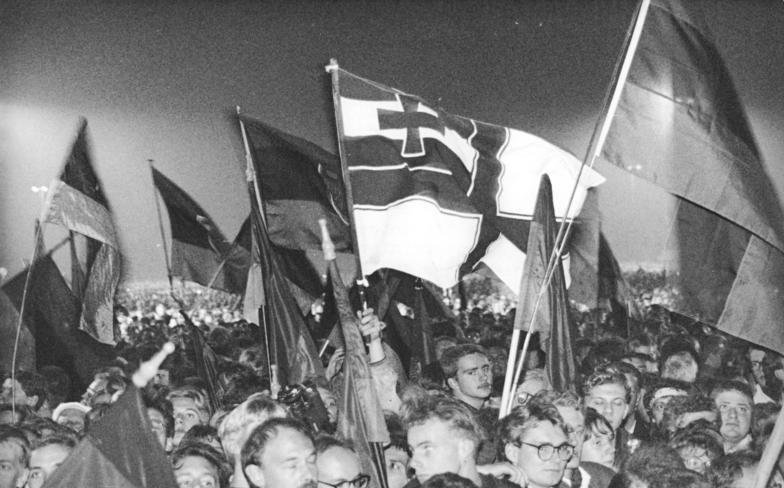
Fahne in Berlin mit großer Ähnlichkeit zur Reichskriegsflagge

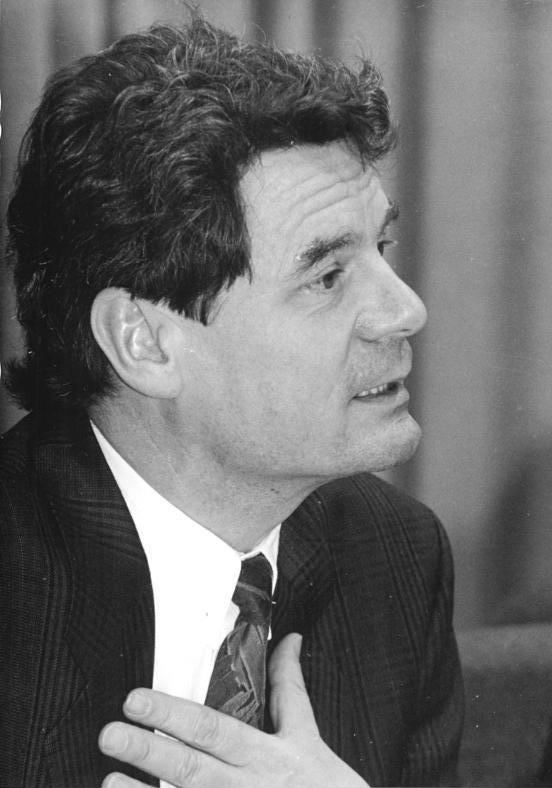
Joachim Gauck

Erweiterung der EG durch Aufnahme der aufgelösten DDR

- Berlin/Deutschland: Die Deutsche Demokratische Republik tritt um 0.00 Uhr dem Geltungsbereich des Grundgesetzes der Bundesrepublik Deutschland bei.[9]
- Berlin/Deutschland: Die 1949 als zweiter deutscher Nationalstaat nach dem Reich von 1871 gegründete Bundesrepublik Deutschland bildet den alleinigen Staat der deutschen Nation. Gewisse Sorgen vor einem entfesselten deutschen Nationalismus gibt es in der ČSFR, in Polen und in Teilen der UdSSR, da diese Gebiete ab dem 13. Jahrhundert der deutschen Ostsiedlung dienten, in deren Verlauf deutsche Täter bis 1945 Gewalt gegen Menschen anderer Ethnien ausübten. Am Abend findet in Berlin eine Demonstration des Bündnisses „Nie wieder Deutschland“ statt.[10][11]
- Berlin/Deutschland: Mehrere 100.000 Menschen besuchen die offizielle Feier zur Deutschen Einheit rund um das Brandenburger Tor, zu den Podiumsgästen gehören u. a. Bundeskanzler Helmut Kohl und der ehemalige Bundeskanzler Willy Brandt. In der Menge tauchen Nachahmungen der Reichskriegsflagge auf.[12]
- Berlin/Deutschland: West- und Ost-Berlin bilden wieder eine politische Einheit. Um eine Regierung für die geeinte Stadt zu finden, die erstmals den Status eines teilsouveränen Gliedstaats der BRD erhält, wird die Wahl zum Abgeordnetenhaus am 2. Dezember auf ganz Berlin ausgedehnt. Rechtlich war weder West-Berlin ein Land der Bundesrepublik noch Ost-Berlin ein Bezirk der DDR, sie wurden aber de facto so behandelt.[13]
- Berlin/Deutschland: Die Stadt Berlin löst Bonn als Bundeshauptstadt ab. Der Regierungssitz verbleibt in Bonn.[14]
- Bonn/Deutschland: Die Bundesregierung wird einigungsbedingt um drei Politiker der CDU, einen Politiker der FDP und einen Politiker der DSU erweitert. Sie werden jeweils Bundesminister für besondere Aufgaben.[15]
- Bonn/Deutschland: Die Laufzeit der Staatsanleihen, welche zur Vorfinanzierung der Reparationen aus der Zeit nach dem Ersten Weltkrieg aufgenommen wurden, setzt wieder ein. Das Londoner Schuldenabkommen von 1953 schob die deutschen Verpflichtungen aus dem 1919 besiegelten Friedensvertrag von Versailles bis zu dem Tag auf, an dem Deutschland wiedervereint sein würde.[16]
- Bonn/Deutschland: Die Bundesregierung setzt den evangelischen Theologen Joachim Gauck als Sonderbeauftragten für die personenbezogenen Unterlagen des liquidierten Ministeriums für Staatssicherheit der DDR ein.[17]
- Brüssel/Belgien: In Folge der Deutschen Einheit erweitert sich die Ausdehnung der Europäischen Gemeinschaften (EG) um das Beitrittsgebiet im Osten Deutschlands.[18]
- Dresden, Erfurt, Magdeburg, Potsdam, Schwerin/Deutschland: Die Bezirke der DDR gehen in den wiedereingeführten Ländern Brandenburg, Freistaat Sachsen, Mecklenburg-Vorpommern, Sachsen-Anhalt und Thüringen auf.[19]

### Donnerstag, 4. Oktober 1990
- Berlin/Deutschland: Der Deutsche Bundestag versammelt sich anlässlich der Wiedervereinigung im Reichstagsgebäude, das am 28. Februar 1933 in Flammen stand. An der Sitzung nehmen auch 144 Abgeordnete der letzten Volkskammer der DDR teil.[20]
- Kigali/Ruanda: Mit dem Auftrag, französische Staatsbürger zu schützen, treffen die ersten Soldaten der Französischen Streitkräfte in dem zentralafrikanischen Bürgerkriegsland ein.[21]

### Freitag, 5. Oktober 1990
- Bonn/Deutschland: Das Wahlgesetz für die Bundestagswahl im Dezember wird an das Urteil des Bundesverfassungsgerichts vom 29. September angeglichen und es entstehen zwei getrennte Wahlgebiete. Eine Partei, die entweder im Gebiet der west- oder im Gebiet der ostdeutschen Länder über 5 % der Stimmen erhält, zieht in Fraktionsstärke in den Bundestag ein.[22]
- Eisenach/Deutschland: Das Automobilwerk Eisenach beginnt auf einer neuen Montagelinie mit der Produktion des Pkw-Modells Opel Vectra. Das Modell Wartburg 1.3 soll nach aktueller Planung noch einige Jahre parallel zum Vectra hergestellt werden.[23]

### Samstag, 6. Oktober 1990
- Kailua-Kona/Vereinigte Staaten: Der Ironman Hawaii endet mit Siegen von Erin Baker aus Neuseeland bei den Frauen und Mark Allen aus den Vereinigten Staaten bei den Herren.[24][25]

### Sonntag, 7. Oktober 1990

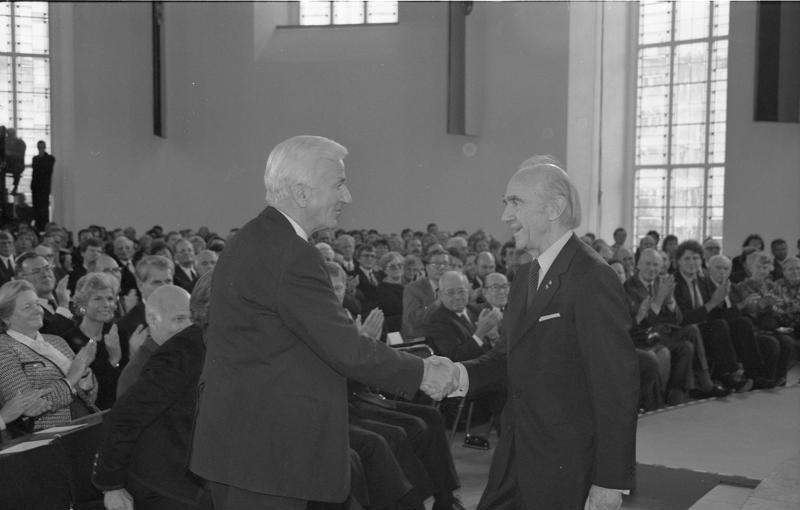
Bundespräsident Richard von Weizsäcker, Karl Dedecius

- Frankfurt am Main/Deutschland: Der deutsche Schriftsteller und Übersetzer Karl Dedecius erhält den Friedenspreis des Deutschen Buchhandels.[26]
- Wien/Österreich: Als einzige der im Parlament vertretenen Parteien verbucht die rechtspopulistische FPÖ bei der Wahl zum Nationalrat einen höheren Stimmenanteil als 1986 und steigert sich auf 16 %. Die meisten Stimmen entfallen mit rund 43 % auf die SPÖ, gefolgt von der ÖVP mit etwa 32 %. Die Grüne Alternative stagniert bei knapp 5 %. Zu einer rot-grünen Regierungskoalition fehlen zwei Mandate.[27]

### Dienstag, 9. Oktober 1990
- Moskau/Sowjetunion: Das Zentralkomitee der Kommunistischen Partei diskutiert die Überführung von Eigentum, das gemäß der Idee des Kollektivismus gemeinschaftlicher Besitz ist, in privatwirtschaftliche Strukturen und beschließt, diese Form der Privatisierung nicht zu erlauben.[28]

### Donnerstag, 11. Oktober 1990

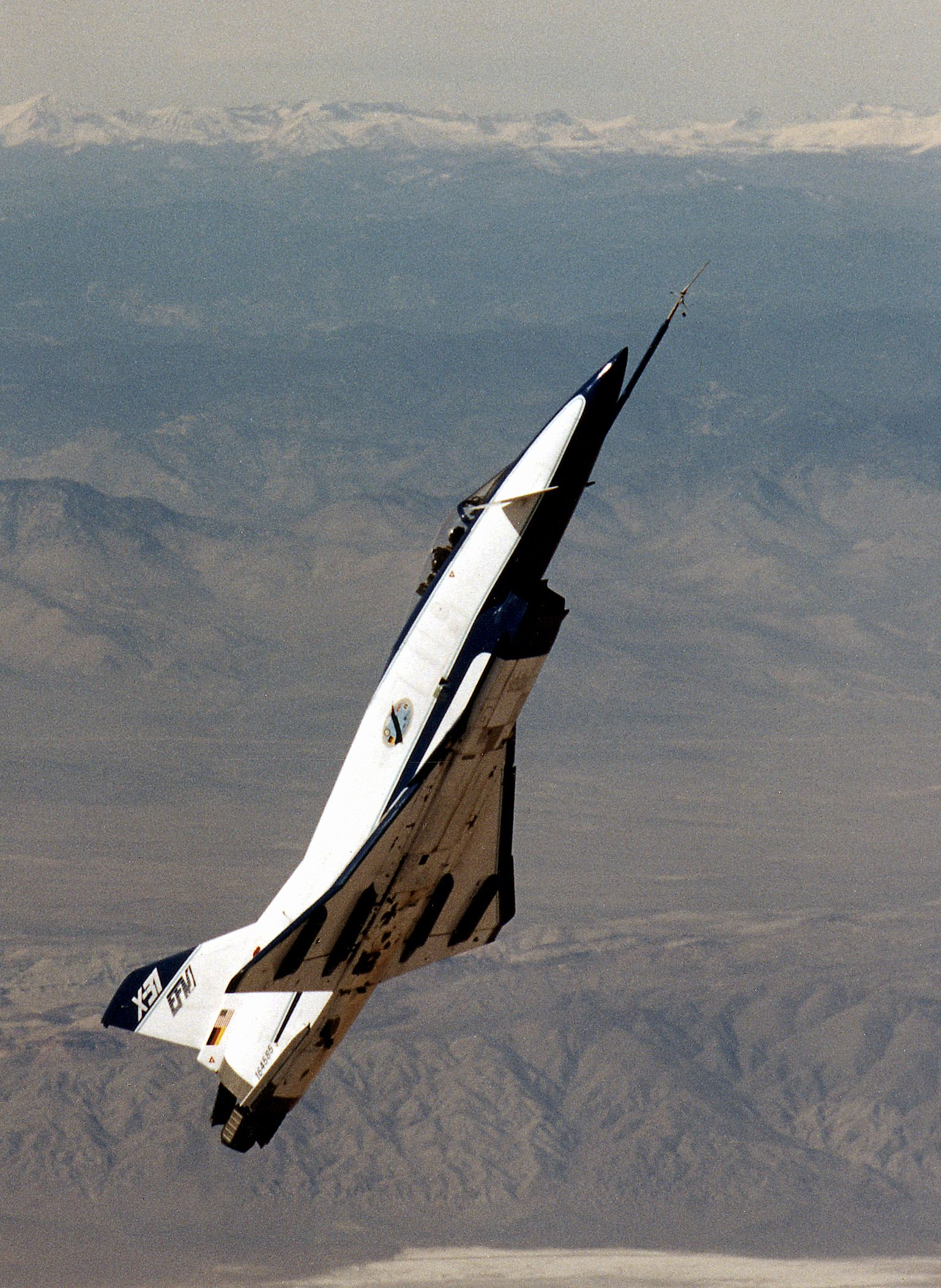
Rockwell-MBB X-31

- London/Vereinigtes Königreich, Tripolis/Libyen: Zwei Monate nach dem Einmarsch des Irak in Kuwait kündigt der britische Außenminister Douglas Hurd militärische Schritte gegen den Irak an, wenn dieser seine Streitkräfte nicht aus Kuwait abziehe. Libyens Staatsoberhaupt Muammar al-Gaddafi äußert sich zum gleichen Konflikt dahingehend, dass Israel als ein Land mit engen Verknüpfungen zum Vereinigten Königreich und zu den Vereinigten Staaten „eliminiert“ werden müsse.[29]
- Palmdale/Vereinigte Staaten: Das Experimentalflugzeug Rockwell-MBB X-31 absolviert seinen Erstflug. Die Hersteller Rockwell International und Messerschmitt-Bölkow-Blohm erbauten es unter Beteiligung der Luft- und Raumfahrtorganisation NASA zur praktischen Erprobung der Schubvektorsteuerung.[30]
- Stockholm/Schweden: Der Mexikaner Octavio Paz erhält in diesem Jahr den Nobelpreis für Literatur. Eines seiner bekanntesten Werke ist Der menschenfreundliche Menschenfresser.[31]

### Freitag, 12. Oktober 1990
- Oppenau/Deutschland: Weniger als sechs Monate nach dem Messerattentat auf SPD-Kanzlerkandidat Oskar Lafontaine in Köln zielt ein psychisch kranker Mann nach einer Wahlkampfveranstaltung zur Bundestagswahl am 2. Dezember mit einem Revolver aus 50 cm Entfernung auf den Bundesminister des Innern Wolfgang Schäuble (CDU) und schießt ihm ins Rückenmark und in den Kiefer. Unmittelbar nach der Tat sagt Schäuble, er könne seine Beine nicht mehr spüren.[32]

### Samstag, 13. Oktober 1990
- Baabda/Libanon: Im Großraum Beirut überwältigen die Streitkräfte des Libanon mit Unterstützung der Streitkräfte Syriens den maronitischen Christen Michel Aoun, den Teile der christlichen Bevölkerung des Landes als ihren legitimen Herrscher akzeptieren. Sofern nach dieser Wendung die christlichen Einheiten der libanesischen Streitkräfte ihre Separationsbemühungen aufgeben, liegt ein Ende des Bürgerkriegs in Reichweite.[33]
- Darmstadt/Deutschland: Die Deutsche Akademie für Sprache und Dichtung verleiht den Georg-Büchner-Preis an den Deutschen Tankred Dorst.[34]

### Sonntag, 14. Oktober 1990

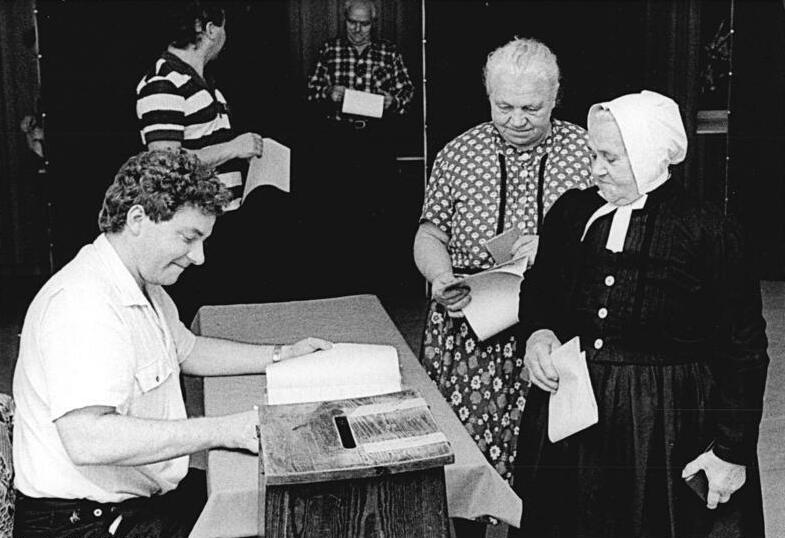
Wahllokal in Cottbus

- Dresden/Deutschland: Die in Nachfolge der DDR-Bezirke gegründeten Länder führen die ersten Landtagswahlen durch. Die Wahlbeteiligung liegt durchweg bei ungefähr 70 % und damit unter den Werten der Landtagswahlen in westlichen deutschen Ländern. In Sachsen entscheiden sich bei der Wahl 53,8 % der Wähler für die CDU. Auf die SPD entfallen 19,1 % und auf die PDS 10,2 %.[35]
- Erfurt/Deutschland: In Thüringen, das nahezu deckungsgleich mit dem Land Thüringen von 1920 bis 1952 ist, entscheiden sich bei der ersten Wahl 45,4 % für die CDU und 22,8 % für die SPD. Hohen Zuspruch erfahren auch die PDS (9,7 %) und die FDP (9,3 %).[36]
- Magdeburg/Deutschland: In Sachsen-Anhalt, dessen Zuschnitt etwas kleiner ist als bei seiner Gründung 1947, erhält die CDU mit 39 % das beste Parteienergebnis bei der Wahl und spricht sich für eine Koalition mit der FDP aus, die auf 13,5 % kommt. Größte Oppositionspartei ist die SPD mit 26 %. Die PDS erreicht 12 %.[37]
- München/Deutschland: Zwei Jahre nach dem Tod von Ministerpräsident Franz Josef Strauß (CSU) erhält die Unionspartei bei der Landtagswahl in Bayern unter dem neuen Ministerpräsidenten Max Streibl 54,9 % der Stimmen. Das ist für die CSU der vierte prozentuale Rückgang bei einer Landtagswahl in Folge. Die SPD erreicht 26,0 % Stimmenanteil und die Republikaner landen knapp unter der Sperrklausel von 5 %.[38]
- Potsdam/Deutschland: Bei der Wahl in Brandenburg kann die SPD 38,2 % der Wählerstimmen auf sich vereinen und befürwortet eine sozialliberale Koalition, die FDP erhält 6,6 % der Stimmen. Das Bündnis 90 (6,4 %) soll die Regierung stützen. Die parlamentarische Opposition bestünde dann aus CDU (29,4 %) und PDS (13,4 %).[39]
- Schwerin/Deutschland: Bei der Wahl im 1945 geformten Mecklenburg-Vorpommern ergibt sich die Reihenfolge CDU (38,3 %), SPD (27,0 %), PDS (15,7 %). Mit den 5,5 % der FDP kommt es zum Patt zwischen Schwarz-Gelb und Rot-Rot. Die Regierungsbildung ist offen, notfalls müssen Neuwahlen angesetzt werden.[40]

### Montag, 15. Oktober 1990
- Oslo/Norwegen: Für seine Rolle bei der friedlichen Beilegung des Ost-West-Konflikts zwischen den Militärbündnissen NATO und Warschauer Pakt wird Michail Gorbatschow, Staatsoberhaupt der Sowjetunion, den diesjährigen Friedensnobelpreis erhalten.[41]

### Dienstag, 16. Oktober 1990
- Karlsruhe/Deutschland: Der Bundesgerichtshof bestätigt die Rechtmäßigkeit des Ausschlusses eines Gewerkschaftsmitglieds, wenn dieses einer gewerkschaftsfeindlichen politischen Partei angehört, und urteilt damit im konkreten Fall gegen Stefan Engel, den Gründer und Vorsitzenden der Marxistisch-Leninistischen Partei Deutschlands. Diesen schloss der Vorstand der IG Metall 1986 aus ihrer Organisation aus.[42]
- Stockholm/Schweden: Die Amerikaner Harry Markowitz, Merton H. Miller und William F. Sharpe werden in diesem Jahr für ihre Theorien über finanzielle Phänomene, z. B. die Preisbildung, den Alfred-Nobel-Gedächtnispreis für Wirtschaftswissenschaften erhalten.[43]

### Mittwoch, 17. Oktober 1990
- Stockholm/Schweden: Der Amerikaner Elias James Corey wird in diesem Jahr den Nobelpreis für Chemie erhalten. Die Stiftung ehrt seine Arbeiten auf dem Feld der Organischen Chemie. Der Nobelpreis für Physik wird in diesem Jahr an die Amerikaner Jerome Isaac Friedman und Henry Way Kendall sowie den Kanadier Richard Edward Taylor für ihre Forschung auf dem Gebiet der Teilchenphysik verliehen. Den Nobelpreis für Physiologie oder Medizin werden in diesem Jahr die Amerikaner Joseph Edward Murray und Edward Donnall Thomas für die Einführung der Übertragung von Gewebe und Organen in die Humanmedizin erhalten.[44][45][46]

### Freitag, 19. Oktober 1990

Der Oberste Sowjet der UdSSR stimmt der Einführung der Marktwirtschaft zu

- Moskau/Sowjetunion: Der Oberste Sowjet stimmt mit großer Mehrheit für die „Richtlinien für die Stabilisierung der Volkswirtschaft und den Übergang zur Marktwirtschaft“, die von Staatspräsident Michail Gorbatschow (KPdSU) vorgeschlagen wurden. Eine Rückkehr der Sowjetunion zu den Ideen des Kommunismus in jeglicher Ausprägung erscheint nun endgültig ausgeschlossen.[47]
- Münchberg/Deutschland: In der Münchberger Senke in Oberfranken kommt es bei Nebel zu einem Serienunfall mit 121 Kraftfahrzeugen auf der Bundesautobahn 9. Während die Rettungsarbeiten laufen, fährt ein 38-Tonnen-Lastzug in die Unfallstelle. Zehn Menschen kommen ums Leben, 38 Personen werden schwer verletzt.[48]

### Sonntag, 21. Oktober 1990

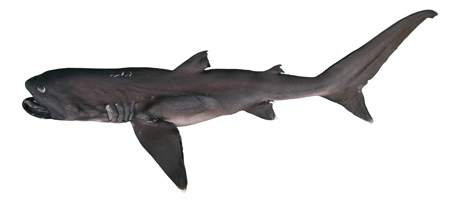
Riesenmaulhai

- Dana Point/Vereinigte Staaten: Ein im Pazifik in ein Treibnetz geratener Riesenmaulhai wird umgehend in ein Wasserbassin gebracht. Das Tier ist das erste Exemplar seiner Art, das diese Prozedur überlebt. Der Hai soll zu wissenschaftlichen Zwecken mit einem Sender versehen und dann in den Ozean zurückgebracht werden.[49]
- Suzuka/Japan: Im vorletzten Rennen der Formel-1-Saison lenkt der Franzose Alain Prost im Ferrari 641 eine halbe Wagenlänge vor dem Brasilianer Ayrton Senna im McLaren MP4/5 in die erste Kurve ein, Senna bremst nicht ab und es kommt zur Kollision. Beide Fahrer scheiden aus. Der Crash macht Senna, vor Prost, vorzeitig zum Fahrerweltmeister 1990.[50]

### Montag, 22. Oktober 1990
- Aschgabad/Sowjetunion: Die Turkmenische Sozialistische Sowjetrepublik erklärt ihre Unabhängigkeit von der Sowjetunion. Eine Verständigung mit der Zentralregierung in Moskau gab es über diesen Schritt nicht. In wenigen Tagen soll eine Volkswahl stattfinden, bei der sich Saparmyrat Nyýazow, der Vorsitzende der turkmenischen Sektion der Kommunistischen Partei, zum Präsidenten wählen lassen will.[51]

### Mittwoch, 24. Oktober 1990

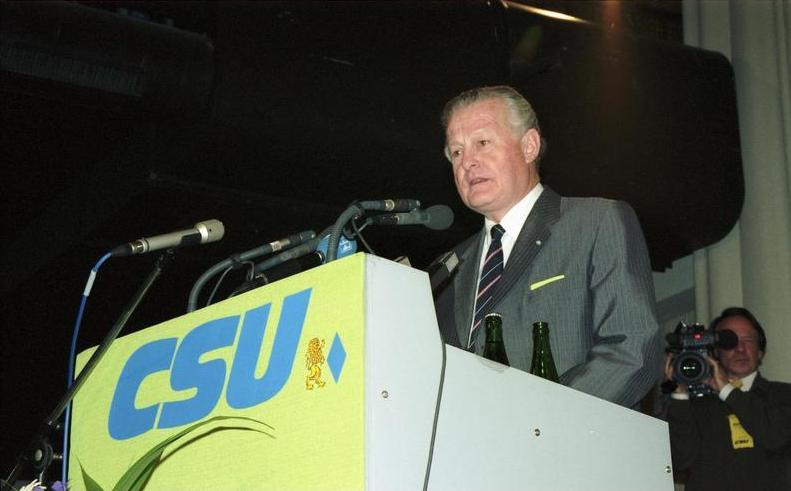
Max Streibl

- Budapest/Ungarn: Das Verfassungsgericht stellt fest, dass die Todesstrafe verfassungswidrig ist.[52]
- München/Deutschland: Der amtierende Bayerische Ministerpräsident Max Streibl (CSU) wird vom Landtag in seinem Amt bestätigt. Am 14. Oktober führte er die CSU zum ersten Mal als Spitzenkandidat in die Landtagswahl.[53]

### Donnerstag, 25. Oktober 1990

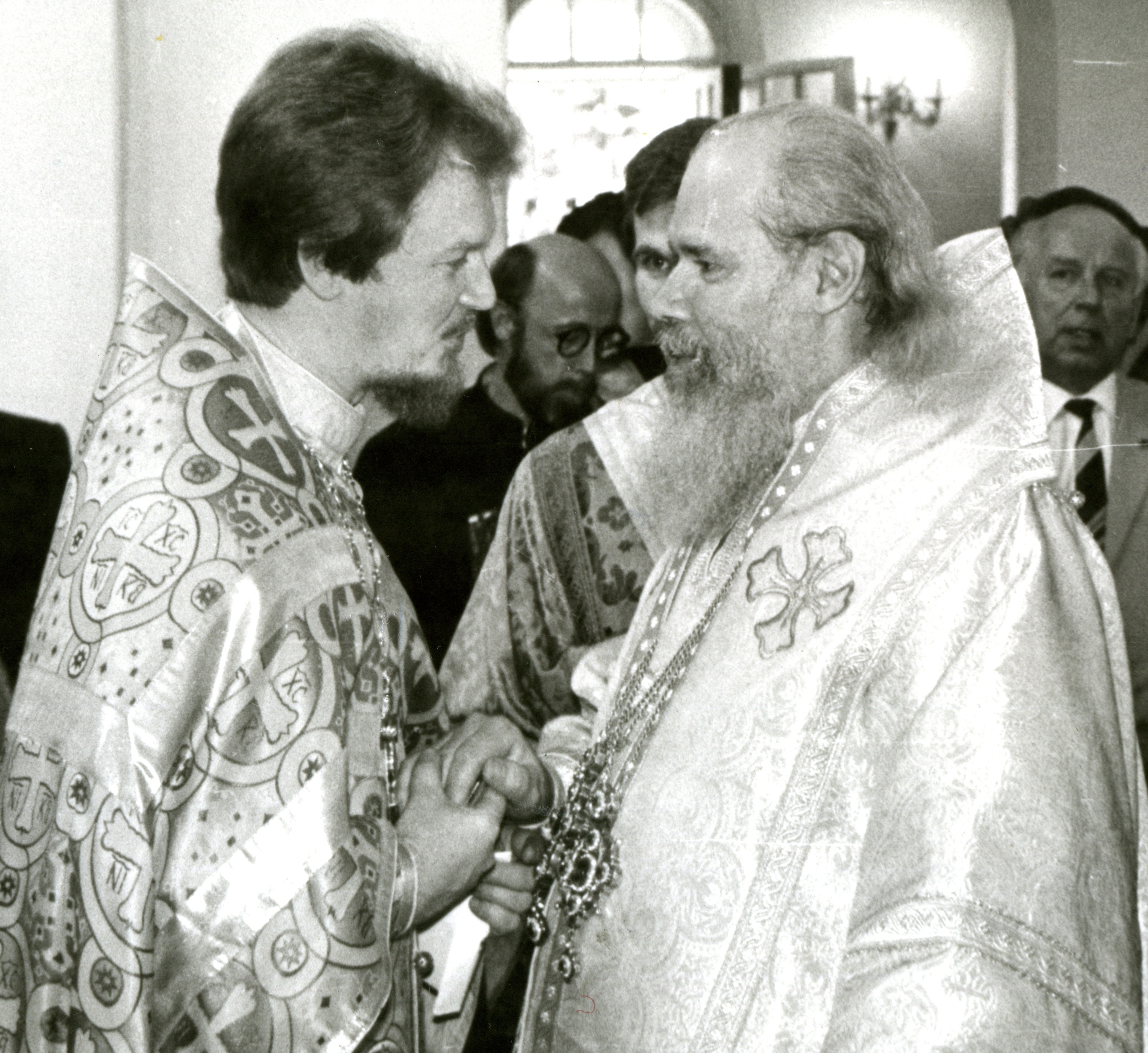
Rechts: Alexius II., Patriarch von Moskau und der ganzen Rus

- Alma-Ata/Sowjetunion: Der Oberste Rat der Kasachischen Sozialistischen Sowjetrepublik verkündet die Unabhängigkeit Kasachstans von der Sowjetunion. Die Erklärung garantiert allen Bürgern das Recht, die Staatsbürgerschaft der Sowjetunion und gleichzeitig die kasachische zu besitzen. Da der Schritt nicht mit der Zentralregierung in Moskau abgestimmt wurde, hat die Unabhängigkeitserklärung keine völkerrechtliche Relevanz.[54]
- Deutschland, Jugoslawien: Der Investitionsschutzvertrag zwischen beiden Staaten tritt in Kraft.[55]
- Las Vegas/Vereinigte Staaten: Der amerikanische Boxer Evander Holyfield besiegt seinen Landsmann James Douglas durch Knockout in der dritten Runde und erhält die Weltmeistertitel im Schwergewicht der drei führenden Verbände WBA, WBC und IBF.[56]
- Moskau/Sowjetunion: Die regierende KPdSU erlässt ein Gesetz, das die Freiheit des Glaubensbekenntnisses schützt, und gibt damit die atheistische politische Leitlinie des Kommunismus auf. Die Gewährung der Religionsfreiheit war u. a. eine Forderung des russisch-orthodoxen Patriarchats von Moskau.[57]

### Samstag, 27. Oktober 1990

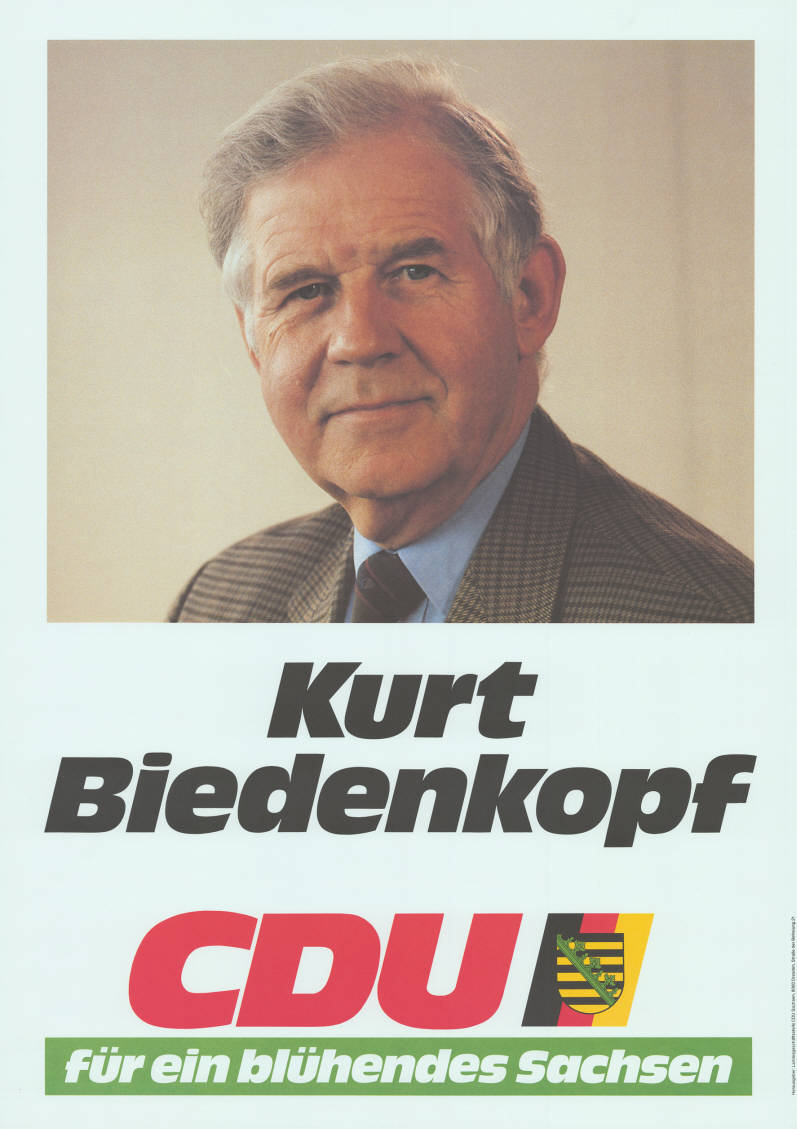
Die Bildung der Landesregierung in Sachsen war einfach

- Aschgabad/Sowjetunion: In der Turkmenischen Sozialistischen Sowjetrepublik, deren staatliche Eigenständigkeit noch nicht international anerkannt ist, tritt in einer Volkswahl ausschließlich der KPdSU-Chef von Turkmenistan Saparmyrat Nyýazow als Kandidat an. Nach dem Votum erklärt er sich zum Präsidenten des de jure weiterhin sowjetischen Gebiets.[58]
- Dresden/Deutschland: Der Landtag wählt Kurt Biedenkopf (CDU) zum Sächsischen Ministerpräsidenten.[59]
- Schwerin/Deutschland: Der Landtag Mecklenburg-Vorpommern wählt Alfred Gomolka (CDU) zum Ministerpräsidenten. Er führt eine Koalition aus CDU und FDP an.[60]

### Sonntag, 28. Oktober 1990
- Berlin/Deutschland: Die Fluggesellschaft Lufthansa bedient den Flughafen Berlin-Tegel im ehemaligen französischen Sektor der Stadt wieder im Liniendienst. Als erste Maschine landet ein Airbus, der zunächst nach Schönefeld und anschließend nach New York weiterfliegt. Seit 1945 durften nur Fluggesellschaften aus den Ländern der Alliierten die Flughäfen innerhalb der Berliner Stadtgrenzen im Regelbetrieb nutzen.[61]
- Magdeburg/Deutschland: Der Landtag von Sachsen-Anhalt wählt Gerd Gies (CDU) zum Ministerpräsidenten von Sachsen-Anhalt und legt die Stadt Magdeburg als Landeshauptstadt fest.[62]

### Montag, 29. Oktober 1990
- Islamabad/Pakistan: Bei den Wahlen zum Unterhaus, der pakistanischen Nationalversammlung, fallen die meisten Sitze der Islamischen Demokratischen Allianz zu und damit dem Gründer der Partei namens Muslimliga-N Nawaz Sharif, welcher voraussichtlich der nächste Premierminister des südasiatischen Staats sein wird. Seine politische Gegnerin und Amtsvorgängerin Benazir Bhutto wurde im August unter dem Vorwurf der Korruption abgesetzt.[63]

### Mittwoch, 31. Oktober 1990
- London/Vereinigtes Königreich: Bedingt durch die irakische Eroberung Kuwaits am 2. August und die darauf folgende Reduktion der Erdölgewinnung in den arabischen Ländern liegt der Preis für ein Barrel Rohöl der Sorte Brent heute 90,5 % über dem Preis, der vor zwölf Monaten gezahlt werden musste.[64]
- New York, Washington, D.C./Vereinigte Staaten: Im Gespräch mit der Zeitung The New York Times beklagt ein nicht näher benannter Offizieller des Weißen Hauses, dass US-Präsident George Bush gegenüber dem Irak, der seit August dieses Jahres Kuwait besetzt, einen „Zick-Zack-Kurs“ fahre. Hingegen erklärt der Sprecher des Weißen Hauses Marlin Fitzwater, dass Bush das Volk mit diesem Kurs „auf alle Eventualitäten“ vorbereite, einschließlich eines Kriegs am Golf.[65]

## Weblinks

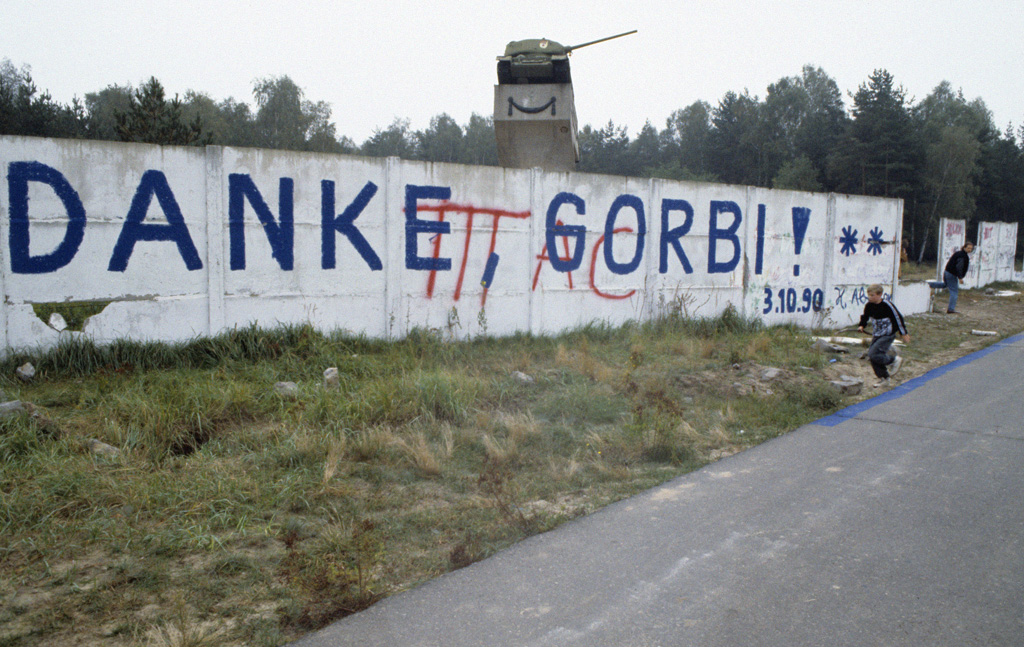
Berlin im Oktober 1990